# Habry
Habry (německy Habern) jsou město v okrese Havlíčkův Brod v Kraji Vysočina. Leží na silnici I/38 z Čáslavi do Havlíčkova Brodu v mělkém údolí říčky Sázavky. Žije zde přibližně 1 300 obyvatel. Dominantou města je rozlehlý Haberský rybník.

## Historie
Habry byly prastarou tržní osadou, ležící na zemské stezce, která vedla od Prahy na Německý Brod a dále na Moravu. Je rozložena na obou březích Malé Sázavky v Hornosázavské pahorkatině. První písemná zmínka o osadě Habry je již v Kosmově kronice z roku 1101, kdy přes Habry táhl kníže Oldřich se svým vojskem. Z úzké cesty, zvané Haberská stezka, která kdysi vedla pohraničním hvozdem, vytvořily věky širokou obchodní cestu. Jako přirozené centrum obchodníků z širokého okolí byly za vlády Karla IV. v roce 1351 povýšeny na městys s tržním právem a právem užívati vlastního znaku: v červeném štítě starožitný stříbrný klíč, který křižuje běloskvoucí meč se zlatým držadlem. Během stíhání vojska krále Zikmunda od Kutné Hory k Německému, dnes Havlíčkovu Brodu, spojené husitské vojsko Jana Žižky 8. ledna 1422 u Habrů uštědřilo části jeho sil porážku, po níž Havlíčkův Brod oblehlo.
Po roce 1850 se staly sídlem okresního soudu a centrem samosprávního okresu haberského a součástí politického okresu čáslavského. Podle statistických údajů měly Habry v roce 1850 celkem 2.136 obyvatel, avšak za sto let na to počet obyvatel v roce 1950 činil pouze 1.149. V roce 1909 byl městys Habry povýšen na město. Po první světové válce byl zrušen berní a uschovací úřad a po realizaci Košického programu došlo ke zrušení soudního okresu a soudu. Habry přišly o status města, stavební úřad i o matriku. V roce 1992 byl usnesením ČNR status města navrácen a později i matrika a stavební úřad.

## Obyvatelstvo
| Rok            | 1869 | 1880 | 1890 | 1900 | 1910 | 1921 | 1930 | 1950 | 1961 | 1970 | 1980 | 1991 |
| -------------- | ---- | ---- | ---- | ---- | ---- | ---- | ---- | ---- | ---- | ---- | ---- | ---- |
| Počet obyvatel | 2859 | 2862 | 2555 | 2522 | 2432 | 2238 | 2040 | 1642 | 1793 | 1551 | 1341 | 1317 |
| Rok            | 2001 | 2004 | 2005 | 2006 | 2007 | 2008 | 2009 | 2010 | 2011 | 2012 | 2013 | 2014 |
| Počet obyvatel | 1298 | 1307 | 1321 | 1323 | 1336 | 1329 | 1312 | 1303 | 1310 | 1321 | 1310 | 1312 |
| Rok            | 2015 | 2016 | 2017 | 2018 | 2019 | 2020 |      |      |      |      |      |      |
| Počet obyvatel | 1318 | 1309 | 1324 | 1316 | 1317 | 1333 |      |      |      |      |      |      |

## Školství
- Základní škola a Mateřská škola Habry (www.zshabry.cz)

## Pamětihodnosti
- Kostel Nanebevzetí Panny Marie
- Židovský hřbitov na západ od silnice do Čáslavi
- Kříž u silnice k Havlíčkovu Brodu
- Pomník sovětského vojáka
- Radnice na náměstí
- Zámek
- Hrobová kaple hrabat Pöttingů z Persingu

## Části města
- Habry
- Frýdnava
- Lubno
- Zboží

Od 1. července 1985 do 23. listopadu 1990 k městu patřil i Bačkov a od 1. ledna 1989 do 23. listopadu 1990 také Leškovice.

## Známí rodáci
- František Ladislav Chleborád – český národohospodář a průkopník družstevnictví (24. listopad 1839, Habry – 11. srpen 1911, Petrohrad)
- Ing. Josef Reiter – podle jeho projektu společně s Bedřichem Münzbergerem byl vystavěn Palackého most v Praze (22. říjen 1840, Habry – 12. prosinec 1903, Praha)
- Engelbert-Engelbert – kapelník, studoval hru na housle na pražské konzervatoři (1845–1903, Habry)
- Generálmajor Otakar Machalický – velitel 24. brigády v Krakově, vyznamenán rytířským křížem třetího řádu železné koruny (1854 – 17. září 1904, Vídeň)
- Adolf Stránský – český novinář, politik a zakladatel Lidových novin, zasloužil se o povýšení Habrů na město v roce 1909 (8. duben 1855, Habry – 18. prosinec 1931, Brno)
- Rudolf Mates (1881–1966 Habry)– český malíř, ilustrátor Karafiátových Broučků a jiných pohádek

### Starostové a další představitelé města
- 1856 – Jan Jeli Engelberth,
- 1864 – Jan Jelínek,
- 1866 – Václav Reiter,
- 1886 – Vincenc Šturma,
- 1894 – František Pokorný ml.,
- 1904 – Antonín Kreuzmann,
- 1911 – PhMr. Gustav Bretter,
- 1918 – MUDr. Alois Lochner,
- 1919 – PhMr. Gustav Bretter,
- 1923 – Karel Malina,
- 1927 – Josef Geier,
- 1931 – Josef Němec,
- 1938 – Karel Malina,
- 1940 – P. Julius Mládek,
- 1942 – JUDr. Jaroslav Adámek,
- 1945 – Jiří Komárek,
- 1945 – JUDr. Cyril Juda,
- 1945 – Miloslav Marek,
- 1947 – Miloslav Konvalina,
- 1948 – Jan Friml,
- 1953 – František Frýdl,
- 1955 – Jaroslav Holík,
- 1958 – František Rynda,
- 1961 – Jan Friml,
- 1966 – František Víšek,
- 1981 – Karel Holý,
- 1990 – Jiří Rainiš,
- 2014 – Luděk Kovařík,
- 2022 – Ing. Bc. Pavel Víšek

## Fotogalerie

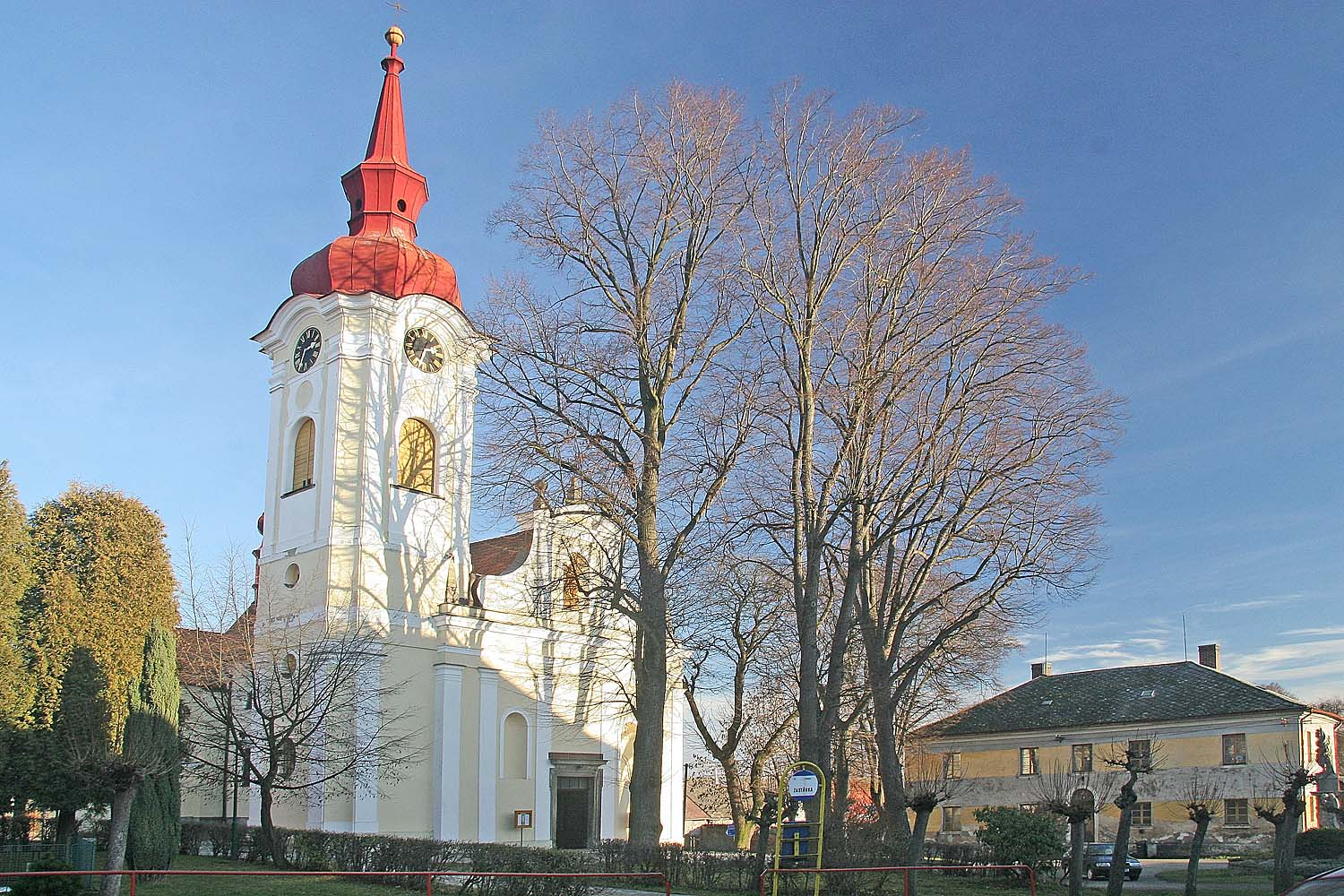
Kostel Nanebevzetí Panny Marie v Habrech
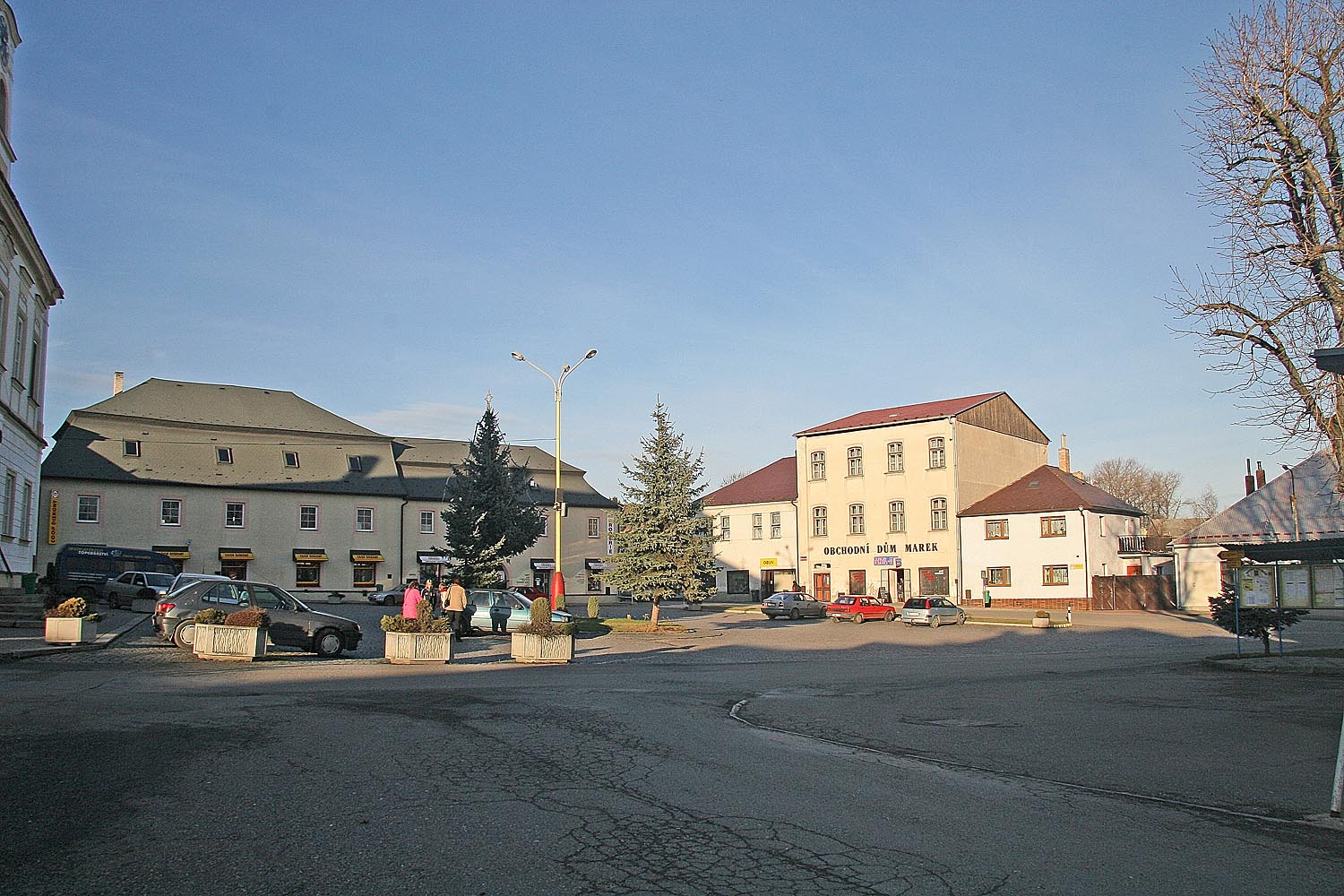
Náměstí v Habrech
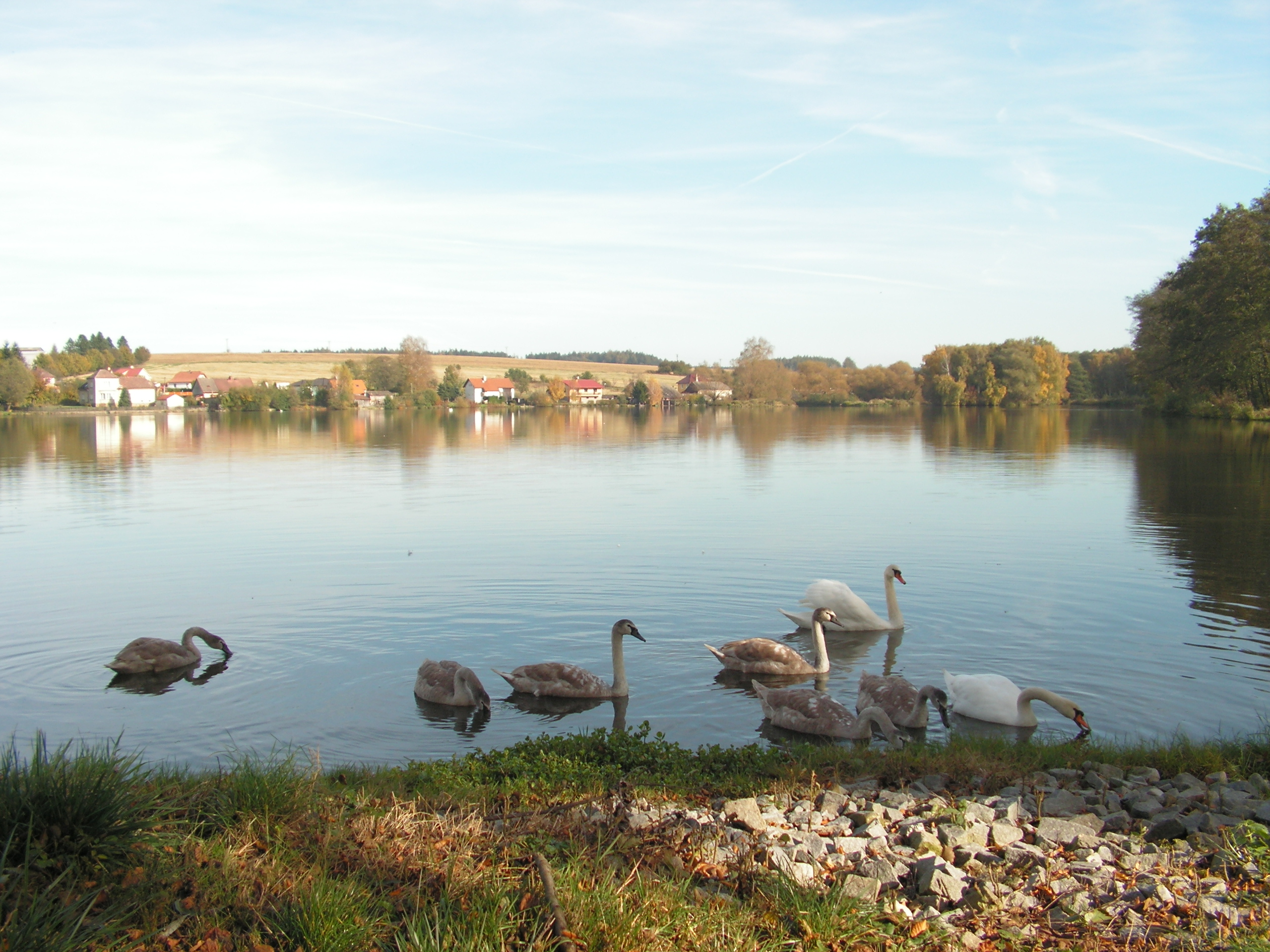
Haberský rybník
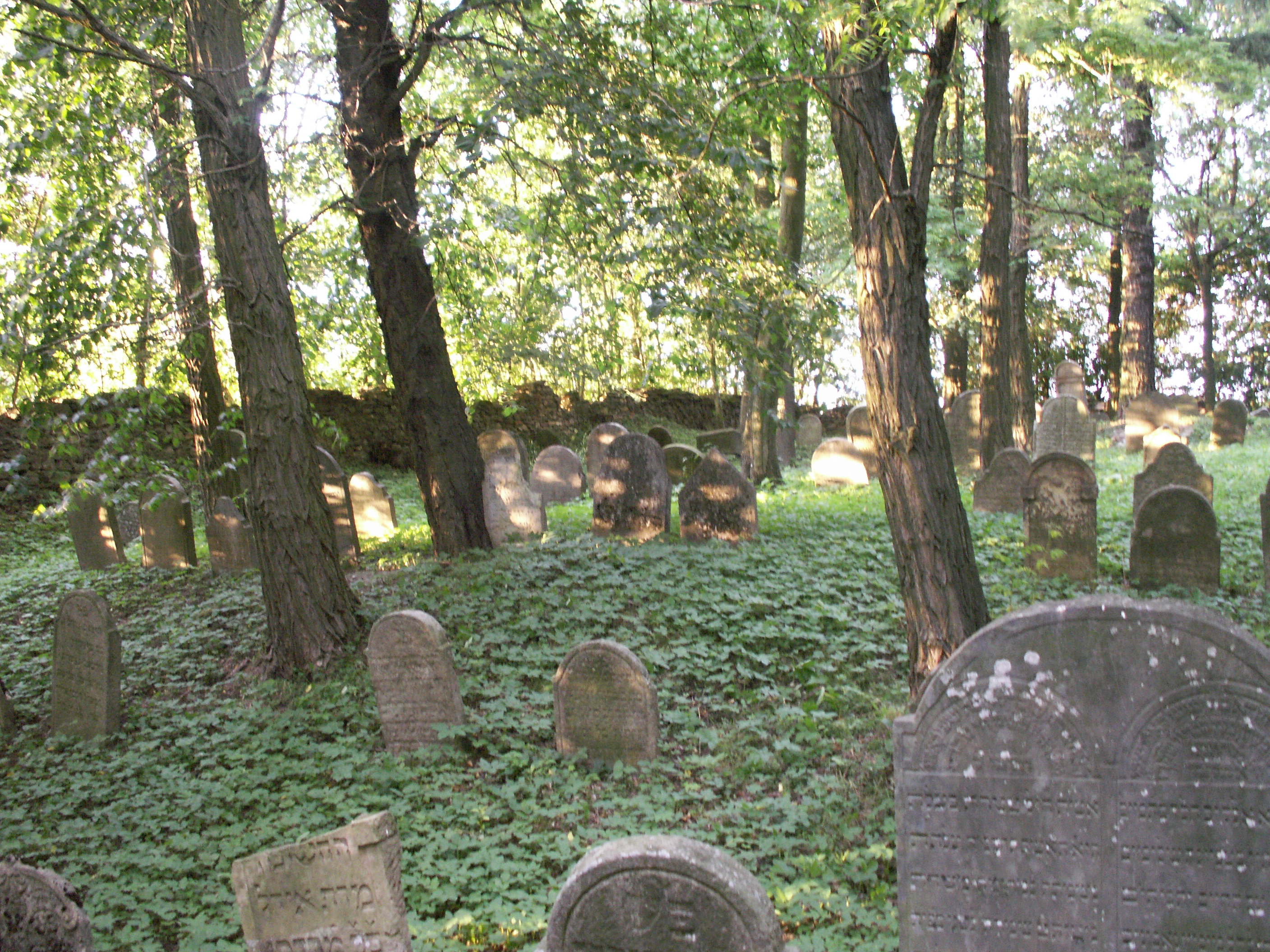
Židovský hřbitov
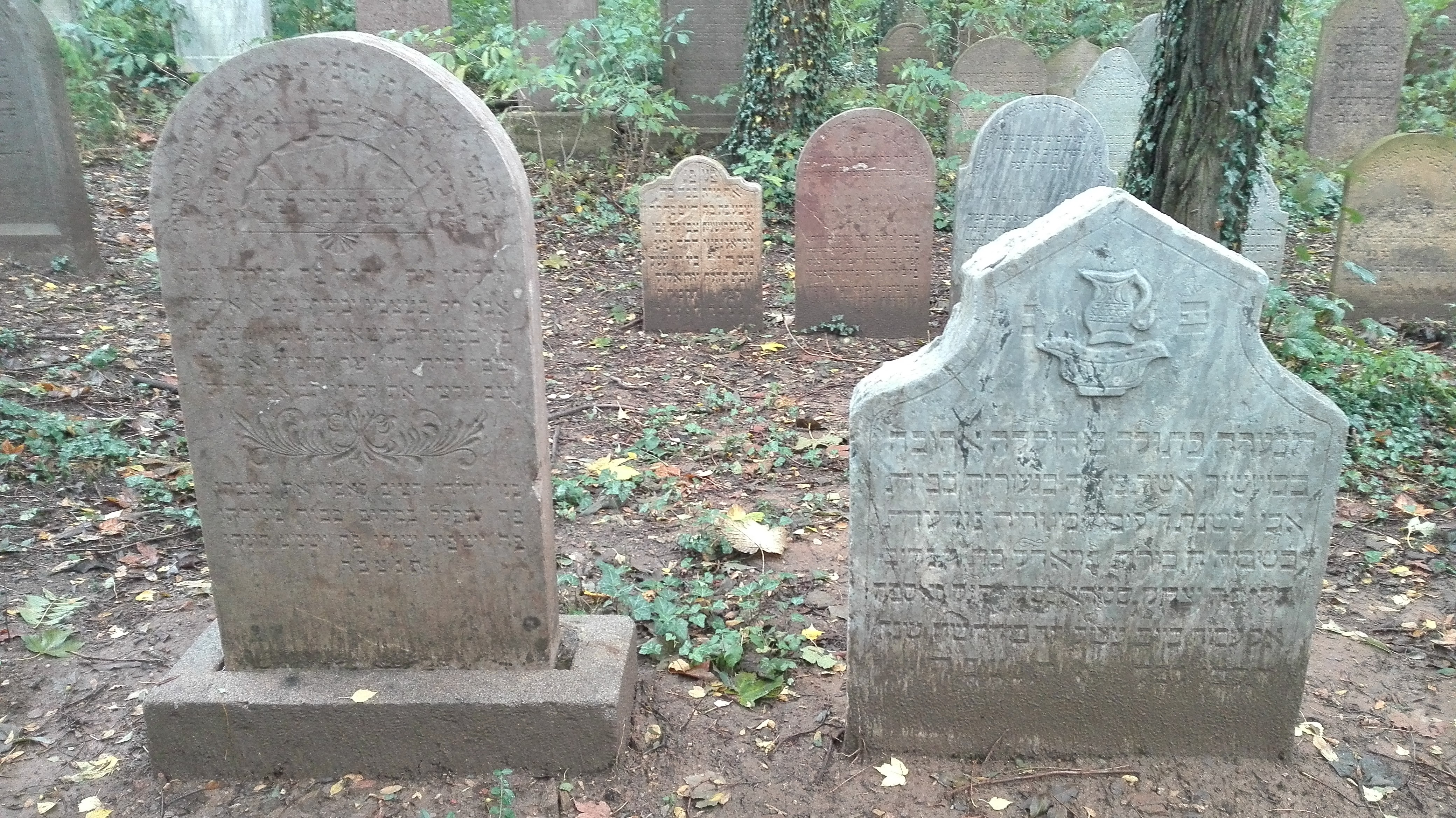
Židovský hřbitov Habry